# Hattiesburg (Mississippi)
Hattiesburg település az Amerikai Egyesült Államok Mississippi államában, Forrest megyében, melynek megyeszékhelye is. Lakosainak száma 48 730 fő (2020. április 1.).

## Népesség
| Lakosok száma | 44 779 | 45 989 | 48 730 |
|               | 2000   | 2010   | 2020   |